# Ла-Вернія (Техас)
Ла-Вернія (англ. La Vernia) — місто (англ. city) в США, в окрузі Вілсон штату Техас. Населення — 1077 осіб (2020).

## Географія
Ла-Вернія розташована за координатами 29°21′12″ пн. ш. 98°7′34″ зх. д. / 29.35333° пн. ш. 98.12611° зх. д. (29.353285, -98.126136).  За даними Бюро перепису населення США в 2010 році місто мало площу 6,20 км², з яких 6,19 км² — суходіл та 0,01 км² — водойми.

### Клімат
| Клімат : Ла-Вернія                                                       | Клімат : Ла-Вернія | Клімат : Ла-Вернія | Клімат : Ла-Вернія | Клімат : Ла-Вернія | Клімат : Ла-Вернія | Клімат : Ла-Вернія | Клімат : Ла-Вернія | Клімат : Ла-Вернія | Клімат : Ла-Вернія | Клімат : Ла-Вернія | Клімат : Ла-Вернія | Клімат : Ла-Вернія | Клімат : Ла-Вернія |
| Показник                                                                 | Січ.               | Лют.               | Бер.               | Квіт.              | Трав.              | Черв.              | Лип.               | Серп.              | Вер.               | Жовт.              | Лист.              | Груд.              | Рік                |
| Абсолютний максимум, °C                                                  | 31,7               | 37,8               | 37,8               | 38,3               | 40,0               | 41,7               | 41,1               | 43,3               | 43,9               | 37,2               | 34,4               | 32,2               | 43,9               |
| Середній максимум, °C                                                    | 17,2               | 19,4               | 23,1               | 26,9               | 30,6               | 33,5               | 34,8               | 35,6               | 32,4               | 27,9               | 22,3               | 17,8               | 26,8               |
| Середній мінімум, °C                                                     | 4,8                | 6,8                | 10,4               | 14,5               | 19,3               | 22,6               | 23,7               | 23,7               | 20,6               | 15,6               | 10,1               | 5,4                | 14,8               |
| Абсолютний мінімум, °C                                                   | −17,8              | −15,6              | −7,2               | −0,6               | 5,6                | 8,9                | 15,6               | 13,9               | 5,0                | −2,8               | −6,1               | −14,4              | −17,8              |
| Середня кількість сонячних годин на місяць                               | 159,4              | 169,7              | 215,5              | 209,7              | 221,8              | 275,9              | 308,8              | 293,9              | 234,9              | 218,0              | 171,9              | 149,7              | 2629               |
| Норма опадів, мм                                                         | 45                 | 45                 | 59                 | 53                 | 102                | 105                | 70                 | 53                 | 77                 | 104                | 58                 | 49                 | 820                |
| Днів з опадами                                                           | 7,0                | 7,2                | 8,8                | 6,4                | 8,5                | 7,5                | 5,2                | 4,7                | 6,6                | 6,9                | 6,7                | 7,5                | 83,0               |
| Днів зі снігом                                                           | 0,2                | 0,2                | 0                  | 0                  | 0                  | 0                  | 0                  | 0                  | 0                  | 0                  | 0                  | 0                  | 0,4                |
| Вологість повітря, %                                                     | 67.1               | 65.2               | 63.2               | 66.3               | 70.5               | 68.8               | 65.0               | 64.7               | 68.0               | 67.2               | 68.3               | 68.0               | 66.9               |
| ------------------------------------------------------------------------ | ------------------ | ------------------ | ------------------ | ------------------ | ------------------ | ------------------ | ------------------ | ------------------ | ------------------ | ------------------ | ------------------ | ------------------ | ------------------ |
| Джерело: NOAA (relative humidity and sun 1961–1990), The Weather Channel |                    |                    |                    |                    |                    |                    |                    |                    |                    |                    |                    |                    |                    |

## Демографія
Згідно з переписом 2010 року, у місті мешкали 1034 особи в 407 домогосподарствах у складі 284 родин. Густота населення становила 167 осіб/км².  Було 438 помешкань (71/км²).
Расовий склад населення:
| - 92,5 % — білих - 0,7 % — чорних або афроамериканців - 0,6 % — азіатів - 0,4 % — корінних американців - 3,6 % — осіб інших рас |

До двох чи більше рас належало 2,3 %. Частка іспаномовних становила 22,0 % від усіх жителів.
За віковим діапазоном населення розподілялося таким чином: 26,6 % — особи молодші 18 років, 58,7 % — особи у віці 18—64 років, 14,7 % — особи у віці 65 років та старші. Медіана віку мешканця становила 38,2 року. На 100 осіб жіночої статі у місті припадало 83,3 чоловіків;  на 100 жінок у віці від 18 років та старших — 85,6 чоловіків також старших 18 років.
Середній дохід на одне домашнє господарство  становив 71 977 доларів США (медіана — 65 357), а середній дохід на одну сім'ю — 84 531 долар (медіана — 75 000). Медіана доходів становила 50 195 доларів для чоловіків та 29 792 долари для жінок. За межею бідності перебувало 12,0 % осіб, у тому числі 19,9 % дітей у віці до 18 років та 3,0 % осіб у віці 65 років та старших.
Цивільне працевлаштоване населення становило 598 осіб. Основні галузі зайнятості: освіта, охорона здоров'я та соціальна допомога — 26,4 %, роздрібна торгівля — 18,7 %, будівництво — 9,7 %, мистецтво, розваги та відпочинок — 8,9 %.